# Journal for General Philosophy of Science
Il Journal for General Philosophy of Science è una rivista scientifica/filosofica tedesca pubblicata in lingua inglese.

## Storia editoriale
La rivista, fondata da Alwin Diemer, Lutz Geldsetzer e Gert König, è apparsa per la prima volta nel 1970 con il nome Zeitschrift für allgemeine Wissenschaftstheorie/Journal for General Philosophy of Science presso l'editore Franz Steiner a Wiesbaden. Dal 1990 la rivista, con il nome attuale, è passata alla casa editrice Kluwer Academic di Dordrecht (oggi Springer). Dal 2017 è curata da Claus Beisbart (Universität Bern), Helmut Pulte (Ruhr-Universität Bochum) e Thomas Reydon (Leibniz Universität Hannover).

## Contenuti
La rivista è aperta a tutti gli indirizzi di teoria della scienza e a tutti i temi filosofici più significativi per le scienze naturali e per le scienze umane. In particolare pubblica contributi dedicati alla comprensione della scienza in generale, all'influsso reciproco e allo scambio interdisciplinare tra scienze naturali e scienze umane, nonché alla storia della teoria della scienza dall'antichità fino al XX secolo. La rivista consiste soprattutto in articoli di ricerca. Essa comprende inoltre una sezione dedicata alla discussione di temi attuali, una dedicata al resoconto su conferenze, su temi e attività di ricerca nei diversi paesi, e una sezione di recensioni.